# 66 Pułk Piechoty (austro-węgierski)

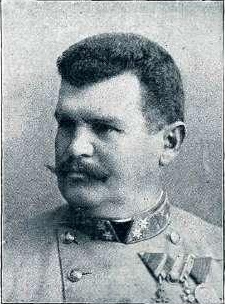
Komendant pułku Blasius von Schemua

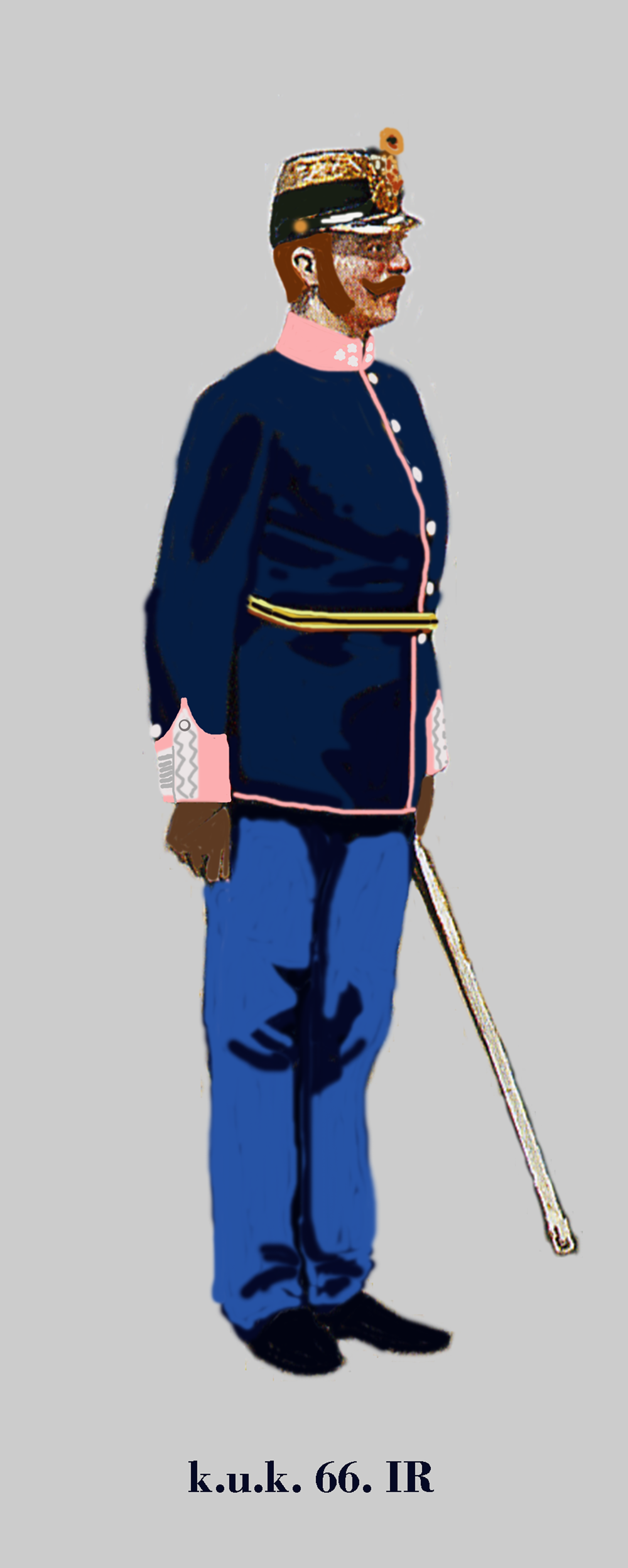
Kapitan IR. 66 w mundurze paradnym

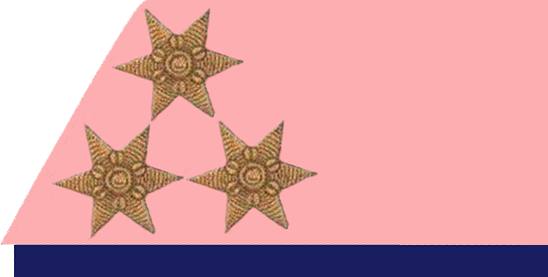
Oznaka stopnia kapitana IR. 66

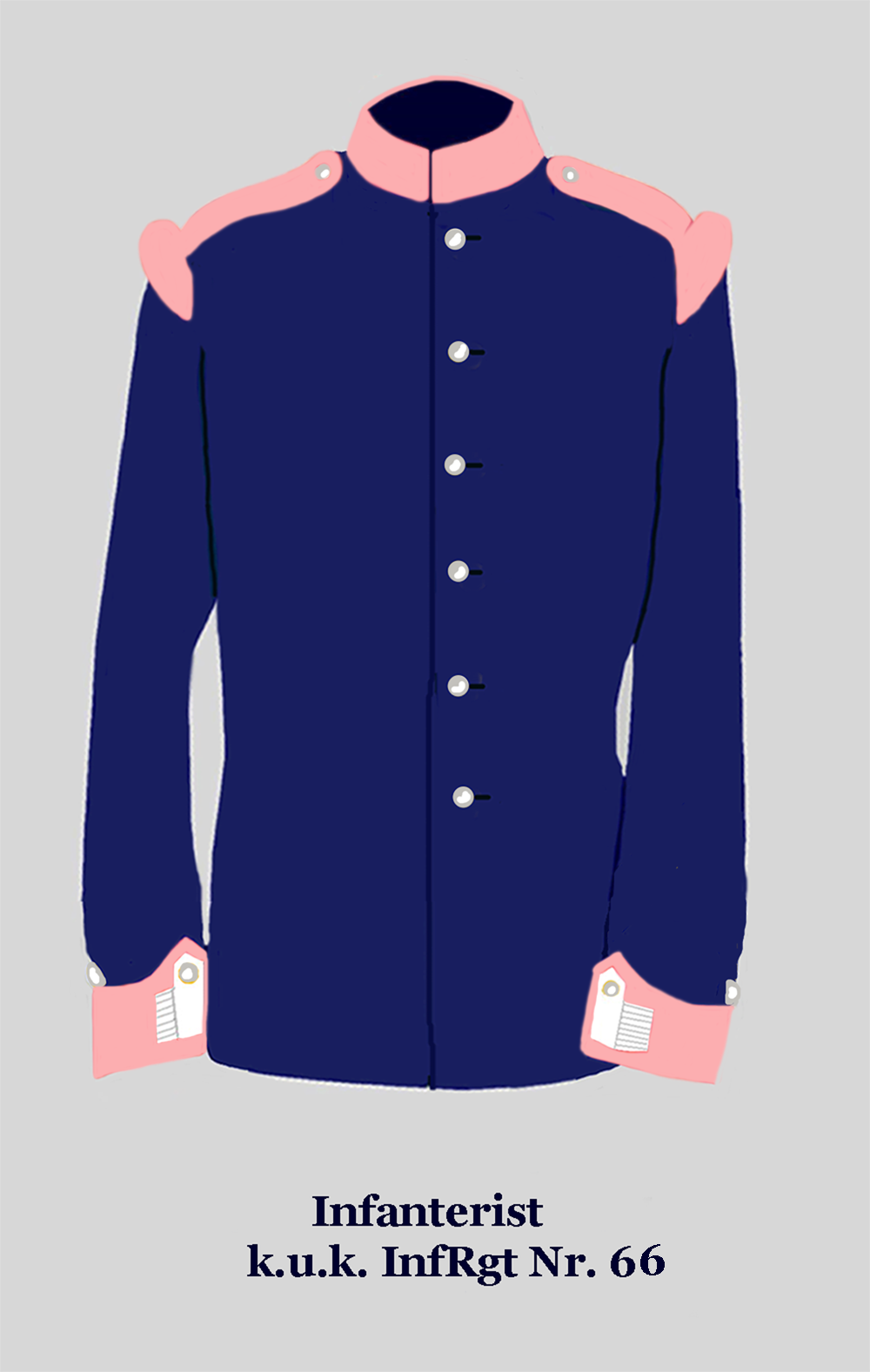
Kurtka żołnierza IR. 66

Węgierski Pułk Piechoty Nr 66 (IR. 66) – pułk piechoty cesarskiej i królewskiej Armii. 

## Historia pułku
Pułk został sformowany 1 lutego 1860 roku z połączenia trzech batalionów, które dotychczas wchodziły w skład pułków piechoty nr: 34, 40 i 57. 
Okręg uzupełnień nr 66 Użhorod (węg. Ungvár, niem. Ungwar) na terytorium 6 Korpusu.
Kolejnymi szefami pułku byli: wielki książę Toskanii, FML Ferdynand IV (1860 – †17 I 1908) i jego syn arcyksiążę, generał piechoty Peter Ferdinand (od 1908), natomiast drugim szefem pułku (niem. Zweiter Inhaber) był tytularny FZM Ludwig von Sztankovics (1860 – †17 IV 1868).
Swoje święto obchodził 24 czerwca, w rocznicę bitwy pod Custozą stoczonej w 1866 roku.
Skład narodowościowy w 1914 roku 25% – Węgrzy, 46% – Słowacy, 22% – Rusini.
W 1867 sztab pułku stacjonował we Lwowie, natomiast Główna Stacja Okręgu Uzupełnień i kancelaria rachunkowa (niem. Haupt-Ergänzungs-Bezirks- und Rechnungskanzlei-Station) w Użhorodzie.
W 1873 roku dowództwo oraz wszystkie bataliony stacjonowały w Użhorodzie.
W 1875 roku sztab pułku znajdował się w Lewoczy (niem. Leutschau in Ungarn). W 1878 roku został przeniesiony do Budapesztu, dwa lata później do Travnika, a w 1882 roku do Użhorodu. W 1889 roku pułk (bez 4. batalionu) stacjonował w Użhorodzie i wchodził w skład 29 Brygady Piechoty należącej do 15 Dywizji Piechoty, natomiast 4. batalion był detaszowany w Mostarze i wchodził w skład 1 Brygady Górskiej należącej do 18 Dywizji Piechoty.
W 1893 roku pułk został przeniesiony do Wiednia i włączony w skład 25 Brygady Piechoty należącej do 13 Dywizji Piechoty. W Użhorodzie pozostał 3. batalion, który nadal wchodził w skład 29 Brygady Piechoty. W następnym roku 1. batalion został przeniesiony do Wöllersdorf. W 1895 roku 1. batalion został przeniesiony do Wiednia, a w jego miejsce do Wöllersdorf został skierowany 2. batalion. W następnym roku 2. batalion wrócił do Wiednia.
W 1897 roku pułk (bez 2. i 4. batalionu) został przeniesiony do Koszyc, 2. batalion do Użhorodu, a 4. batalion detaszowany do Goražde. Pułk pozostał w składzie 29 Brygady Piechoty, natomiast detaszowany 4. batalion został podporządkowany komendantowi 8 Brygady Górskiej należącej do 1 Dywizji Piechoty. W 1900 roku 4. batalion został przeniesiony z Goražde do Koszyc. W 1901 roku pułk został przeniesiony do Użhorodu, a w Koszycach pozostał 1. batalion.
W latach 1903–1914 komenda pułku razem z 3. i 4. batalionami stacjonowała w Użhorodzie. 1. batalion w latach 1901–1903 oraz 1908–1914 w Koszycach, a w latach 1904–1907 w Zvorniku, natomiast 2. batalion w Użhorodzie w latach 1903–1909 oraz w Goražde w latach 1910–1914.
W 1914 roku pułk (bez 2. batalionu) wchodził w skład 29 Brygady Piechoty należącej do 15 Dywizji Piechoty, natomiast detaszowany 2. batalion był podporządkowany komendantowi 7 Brygady Górskiej należącej do 1 Dywizji Piechoty.
W czasie I wojny światowej pułk walczył z Rosjanami w Galicji w 1914 i 1915 roku. Żołnierze pułku są pochowani m.in. na cmentarzach wojennych nr: 256 w Pasiece Otfinowskiej, 264 w Szczurowej i 263 w Zaborowie.

## Żołnierze
Komendanci pułku
- płk Eduard Hayduk (1860[1] – 1866 → brygadier w 11 Dywizji we Lwowie)
- płk Karl von Magdeburg (1866 – )
- płk Johann Karojlović von Brondolo (1873 – 1875 → stan spoczynku)
- płk Edmund von Zedtwitz (1875 – )
- płk Alexander Kiszling (1876–1880 → komendant 57 Brygady Piechoty[17])
- płk Ludwig Janski (1880[6]–1882 → komendant 61 Brygady Piechoty[7])
- płk Hugo von Schram (1882[7]–1887[18])
- płk Anton Franz Josef Chavanne-Wöber (1887[19]–1892 → komendant 63 Brygady Piechoty[20])
- płk Gustav Blondein (1892[21]–1897 → komendant 34 Brygady Piechoty[22])
- płk Victor Skribe (1897[23]–1902 → komendant 37 Brygady Piechoty[24])
- płk Blasius von Schemua (1902[25]–1905 → komendant 55 Brygady Piechoty)
- płk Karl Müller von Sturmthal (1905–1906)
- płk Josef Paur (1907–1908)
- płk Natalis Mervos (1909–1912)
- płk Virgil Geöcz (1913–1914[2])

Oficerowie
- mjr Mieczysław Wiktor
- por. Aleksander Boruszczak

## Barwy
Z chwilą sformowania pułk otrzymał następujące barwy:
- kurtka biała (niem. Röcke weiss) z bladoczerwonymi wyłogami i kołnierzem (niem. Aufschläge und Kragen blassroth), jak dla IR 65,
- spodnie jasnoniebieskie (niem. Beinkleider lichtblau),
- guziki białe (niem. weisse Knöpfe)[a][26].